# Egmond von Lilienfeld
Egmond Walerian Woldemar Andrej von Lilienfeld (russisch Эгмонд Карлович Лилиенфельд; * 1. April 1845 in Irkutsk; † 23. April 1895 in Moskau) war ein russischer Generalmajor.

## Leben
Egmond entstammte dem baltischen Adelsgeschlecht von Lilienfeld. Er war ein Sohn von Carl von Lilienfeld (1805–1855), russischer Kapitän der Kertscher Gendarmerie-Abteilung, und dessen Ehefrau Johanna (Jeannette) Sophie, geborene Gehberg (1820–1898).
Lilienfeld absolvierte 1863 das 2. Kadettenkorps und 1864 die Konstantinowski-Militärschule. Zum Zeitpunkt seines Abschlusses an der Militärrechtsakademie 1874, war er Stabskapitän des 33. Jelez-Infanterie-Regiments. Während des Russisch-Osmanischen Krieges war er Chefankläger in Bulgarien. Von 1878 bis 1882 arbeitete er als Lehrer für Militärstrafrecht und stellvertretender Militärstaatsanwalt und avancierte während dessen 1880 zum Oberstleutnant. Von 1882 bis 1886 war er in Sofia eingesetzt und erhielt 1883 seine Beförderung zum Oberst. Ab 1891 diente als Militärrichter am Moskauer Militärbezirksgericht. 1894 stieg er zum Generalmajor auf.
1877 hatte sich Lilienfeld mit Sophie von Essen (1857–1927) vermählt. Aus der Ehe gingen vier Söhne hervor.